# Agrodiaetus dagestanica
Agrodiaetus dagestanica är en fjärilsart som beskrevs av Forster 1960. Agrodiaetus dagestanica ingår i släktet Agrodiaetus och familjen juvelvingar. Inga underarter finns listade i Catalogue of Life.